# Alvaro V
Dom Alvaro V (zm. 1636) – manikongo przez około pół roku w 1636.
Był następcą Alvaro IV. W czasie swojego kilkumiesięcznego panowania stawił czoło spiskowi, zorganizowanemu przez kilku wysokich dostojników, w tym naczelnika Bamby. Dwukrotnie odrzucił prośby o pojednanie się ze zbuntowanymi dygnitarzami, kierowane doń przez wstawiającego się za nimi hrabiego Soyo. Prawdopodobnie zginął podczas kampanii wojennej przeciwko przywódcom sprzysiężenia.